# Abba Hushi
Abba Chuschi (hebräisch אַבָּא חוּשִׁי Abbā Chūschī, in Sprachen ohne den Laut ch (IPA χ): auch Huschi; geboren als Abba Schneller 1898 in Turka, Österreich-Ungarn; gestorben 24. März 1969 in Mischmar haʿEmeq) war ein israelischer Politiker.

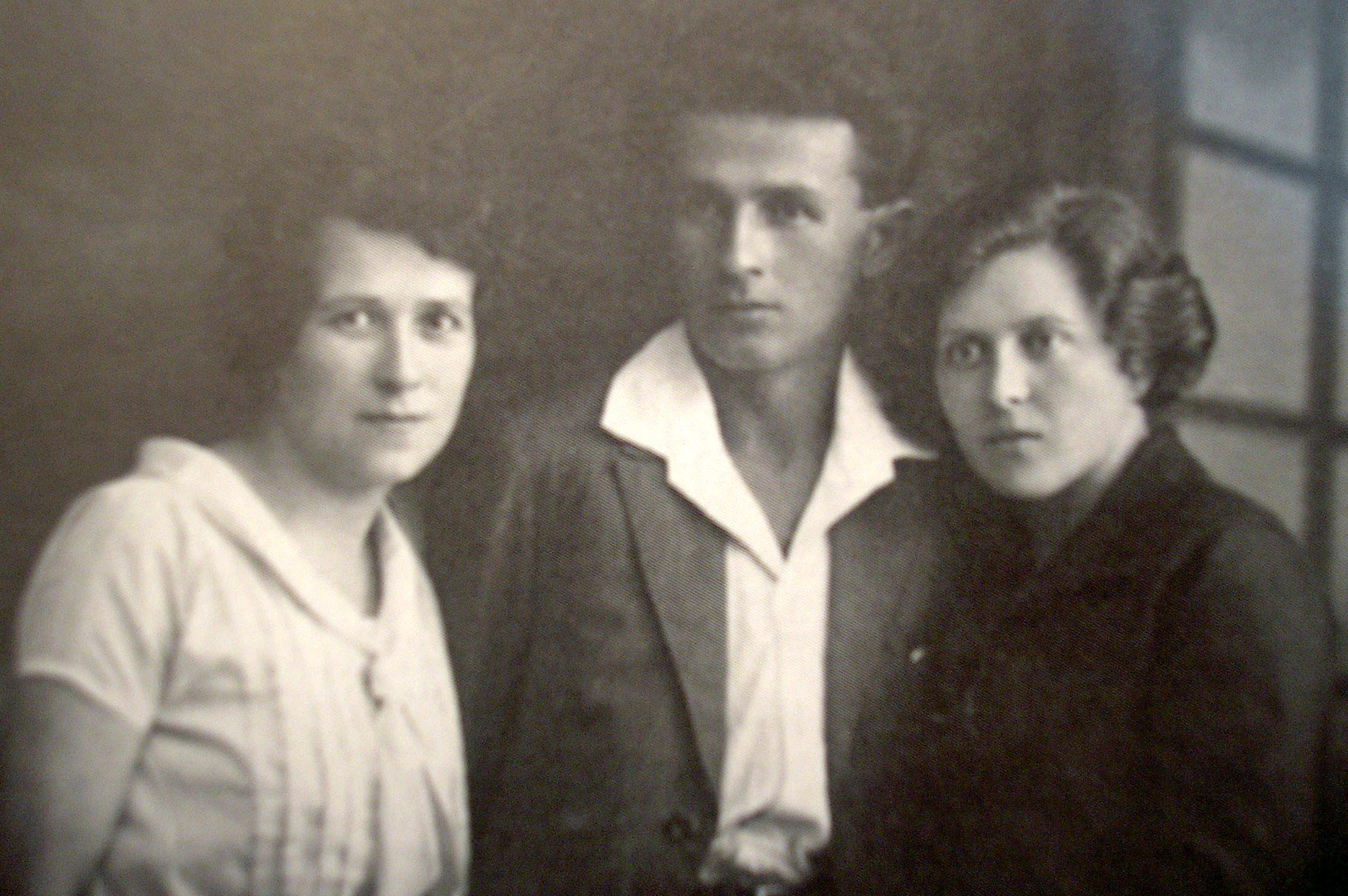
Abba Chuschi und zwei Schwestern

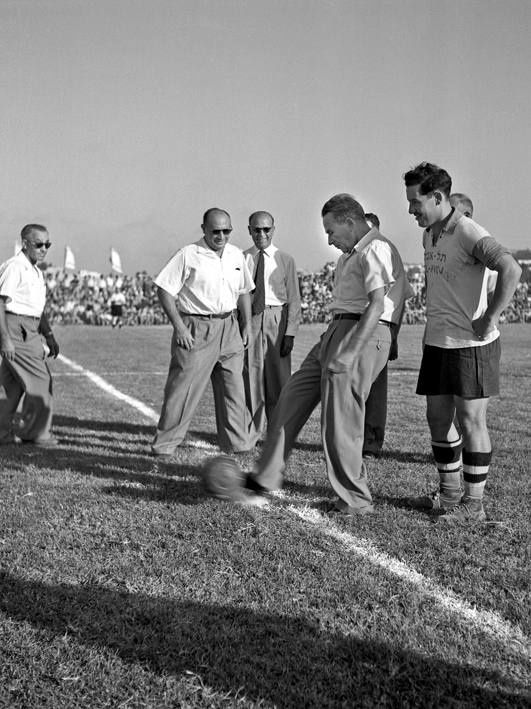
Abba Chuschi im Amt des Bürgermeisters (1953)

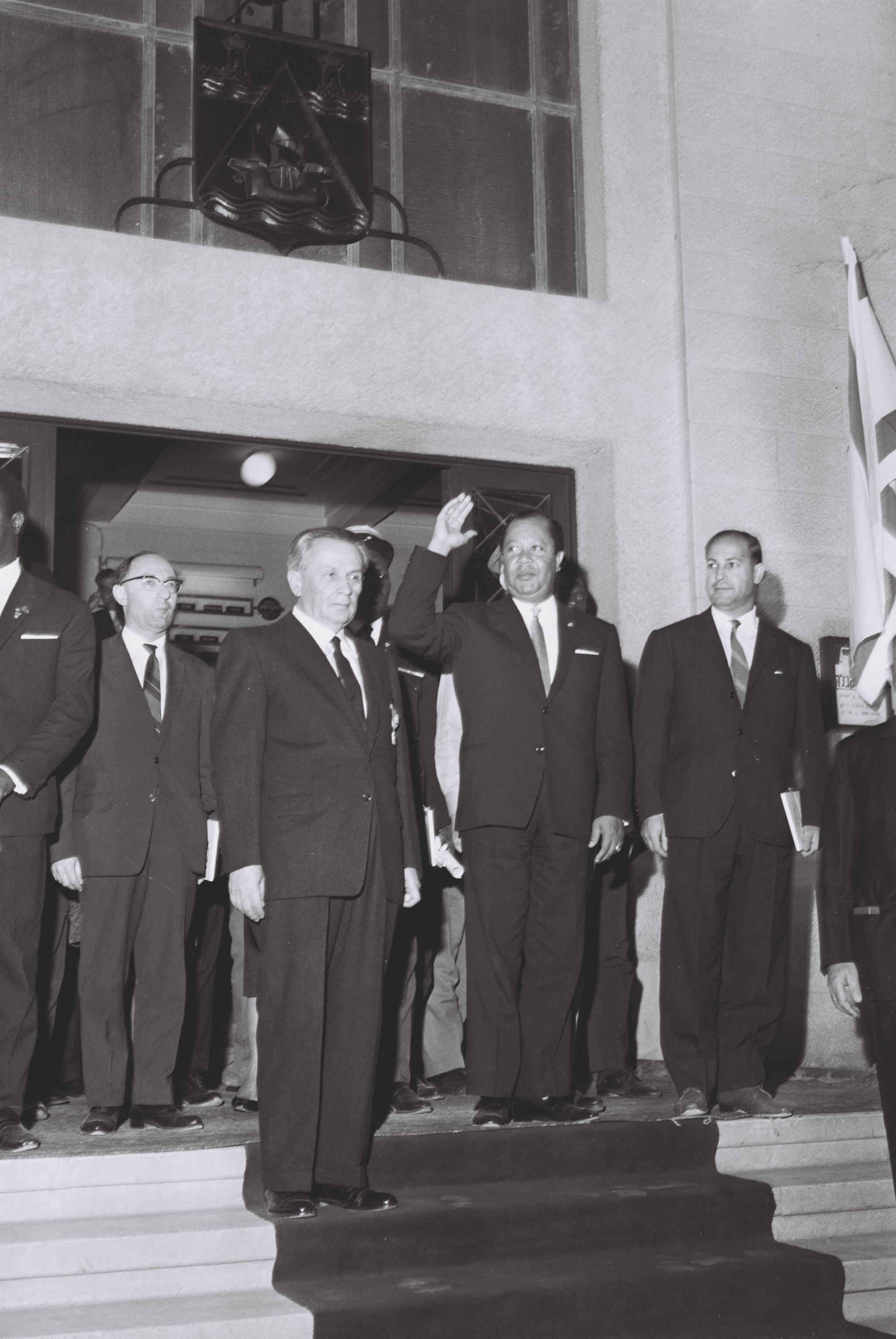
Abba Chuschi mit Nicolas Grunitzky (1964)

## Leben
Abba Schneller war ein Sohn des Kurzwarenhändlers Zisha Schneller und der Liba Schneller, er hatte sechs Geschwister. Schneller besuchte den Cheder und ein Gymnasium, bei Ausbruch des Ersten Weltkriegs musste die Familie in den Westen Österreich-Ungarns fliehen. Sie kehrten dann nach Turka zurück, das nach Kriegsende 1918 polnisch wurde. Schneller schloss sich der sozialistischen Jugend HaSchomer haZaʿir an.
Chuschi (von jiddisch כאַש chasch, deutsch ‚husch, schnell‘, zentraljiddisch chusch), wie er sich fortan nannte, emigrierte 1920 nach Palästina und arbeitete zunächst im Straßenbau. Im selben Jahr war er Delegierter auf der Gründungsversammlung der Gewerkschaft Histadrut.
1922 gehörte er zu den Gründungsmitgliedern des Kibbuz Beit Alfa und er machte 1924 eine Reise nach Polen, um Spenden für die Kibbuzbewegung zu sammeln. Bei einer Konferenz in Danzig wurde er in den Weltvorstand von HaSchomer haZaʿir gewählt. 1925 holte er seine Familie aus Turka nach Palästina, der er bei der Existenzgründung einer Gastwirtschaft in Haifa half. Er heiratete, sein Schwiegersohn Amnon Linn wurde ebenfalls Politiker. Chuschi engagierte sich in Haifa in der Partei Achdut haʿAvodah, welche 1930 in der Partei Mapai aufging.
1932 wurde er zum hauptamtlichen Gewerkschaftssekretär von Haifa gewählt. Unter seiner Führung wurde über fast zwei Jahre eine Großbaustelle in Haifa bekämpft, die aus Kostengründen ausschließlich arabische Arbeitskräfte beschäftigte, seine Demonstranten nahmen dabei Haftstrafen der britischen Administration in Kauf. Während des Arabischen Aufstands in Palästina (1936–1939) sorgten seine Gewerkschafter für die Funktionsfähigkeit des Hafens von Haifa.
Nach Gründung des Staates Israel wurde Chuschi 1949 Mitglied in der ersten Knesset, aus der er 1951 ausschied, als er zum Bürgermeister von Haifa gewählt wurde. Das Amt, das ihm auch Einfluss auf die nationale Politik erlaubte, übte er bis 1969 aus.

## Schriften
- In the House of the Workers of Israel. 1943 (He)